# Katana
Katana (japonsko 刀, かたな) je japonski meč za katerega je značilno ukrivljeno enorobo rezilo s krožnim ali kvadratnim ščitnikom in dolgim oprijemom za dve roki. Razvit pozneje kot tači, so ga uporabljali samuraji v fevdalni Japonski in nosili z robom, obrnjenim navzgor. Od obdobja Muromačija je bilo veliko starih tačijev odrezanih iz korena in skrajšanih, rezilo pri korenu pa zdrobljeno in spremenjeno v katano. Poseben izraz za katano na Japonskem je učigatana (打刀), izraz katana (刀) pa se pogosto nanaša na enorezne meče z vsega sveta.
Njihova izdelava je na tem otočju stara več stoletij. Gotovo najbolj znan kovač japonskih sabelj je legendarni Masamune, ki je živel na prehodu iz 13. v 14. stoletje. Izdeloval je izredne meče, katerih kakovost in eleganca sta še danes nedosegljivi. Večina njegovih ohranjenih katan sodi v japonsko nacionalno dediščino.
Katana ima kot vsak meč nekoliko ukrivljeno rezilo z rezalnim robom na zunanji strani loka. Dolžina ni enotna, vendar v splošnem velja, da naj se, ko katano držimo v roki, spuščeni ob telesu, konica ne bi dotikala tal. Rezilo katane je odporno ter izredno prožno s trdim in ostrim robom. Te lastnosti so tudi eden od razlogov, da Japonci niso nikoli izdelovali ali uporabljali ščitov. Vendar pa velja, da naj bi se v boju strogo izogibali stika z drugim mečem, še posebej rezila na rezilo. Boj s katano naj bi se končal z enim odločilnim udarcem.
Za razliko od zahodjaškega načina nošenja mečev (z rezilom, obrnjenim navzdol), se katana nosi z rezilom tradicionalno obrnjenim navzgor (za razliko od igralcev v mnogih Holywoodskih filmih), kajti Japonci so s tem verjeli, da se meč med bitko ne bo obrnil proti njim.
Obstajajo tudi različne verzije katan. Ločijo se po obliki in dolžini rezila.
Namreč ukrivljena rezila so nosili samuraji, elita japonskih bojevnikov, vezanih na Bušido.
Nindže niso nosile enakih katan kot samuraji, temveč ravne in malce krajše verzije imenovane nindža ken.

## Druge vrste japonskega orožja z rezili
- vakizaši - dolg japonski nož
- tači - dolgi japonski meč, prirejen za nošenje z ostrino navzdol